# Fonte sacra di Su Lumarzu
La fonte sacra di Su Lumarzu è una fonte culturale risalente al periodo della civiltà nuragica, situata a poca distanza dall'antico borgo di Rebeccu, un insediamento ormai quasi interamente disabitato appartenente al comune di Bonorva, nella Sardegna settentrionale.

## Descrizione
Il monumento è composto da un atrio e dalla fonte vera e propria dalla quale sgorga l'acqua sorgiva.

L'atrio è uno spazio rettangolare di m 5,15 per 1,80 circoscritto lateralmente da due sedili di pari lunghezza realizzati con blocchi di basalto e, nella parte sinistra, da una muratura da 2 x 3 m eseguita con conci ben squadrati disposti in filari regolari. La pavimentazione è lastricata con blocchi dello stesso genere.
Un'apertura trapezoidale di circa 0,65 x 0,64 m ricavata in un lastrone immette al piccolo vano dove si raccoglie l'acqua; quella in eccesso defluisce attraverso una canaletta per essere poi convogliata in un condotto che percorre l'atrio in tutta la sua lunghezza. Tale vano, semicircolare, ha un diametro di m 0,97 e un'altezza di m 1,60; realizzato anch'esso con blocchi di basalto, ha una copertura a thòlos, tipica dell'età nuragica, chiusa da un lastrone appoggiato di piatto. La faccia inferiore del lastrone riporta una croce latina, incisa probabilmente in età cristiana.
Il sito venne violato all'inizio del Novecento; fu oggetto in seguito di indagine da parte dell'archeologo Antonio Taramelli che ne attestò la frequentazione sino alla tarda antichità grazie al ritrovamento di monete del IV secolo d.C. rinvenute all'interno del vestibolo.